# José Manuel López Rodrigo
José Manuel López Rodrigo és un enginyer agrònom i polític espanyol, diputat a l'Assemblea de Madrid.

## Biografia
Nascut el 8 de juny e 1966 a Madrid, és veí de Manoteras, al districte d'Hortaleza. Procedent del moviment associatiu i de cristians de base, va ser fundador de l'emissora de ràdio Radio Enlace. Va obtenir un títol d'enginyer agrònom a la Universitat Politècnica de Madrid (UPM) i una diplomatura en Ordenació del Territori, Desenvolupament Rural i Medi Ambient per la Universitat Politècnica de València (UPV).
Va treballar per a Càritas i la Fundació Tomillo. També va ser director de la fundació pública Pluralisme i Convivència, dependent del Ministerio de Justicia, dedicada a col·laborar amb confessions minoritàries.
Va encapçalar la llista de Podem per a les eleccions a l'Assemblea de Madrid de maig de 2015; elegit diputat, va esdevenir el portaveu del grup parlamentari de Podem al parlament regional.
Al desembre de 2016, després de la victòria en les primàries a la secretaria general de Podem-Comunitat de Madrid de Ramón Espinar el mes anterior, va ser substituït en el càrrec de portaveu del grup parlamentari per Lorena Ruiz-Huerta.